# خوسيه ماريا بيريز غاي
خوسيه ماريا بيريز غاي (بالإسبانية: José María Pérez Gay)‏ هو صحفي وكاتب ودبلوماسي مكسيكي، ولد في 15 فبراير 1944 في مدينة مكسيكو في المكسيك، وتوفي بنفس المكان في 26 مايو 2013.